# Cmentarz Poległych
Cmentarz Poległych – przystanek kolejowy na nieistniejącej już linii Mareckiej Kolei Dojazdowej, w sąsiedztwie cmentarza Poległych.